# Mano Le Tough
Mano Le Tough est un producteur et DJ irlandais de musique électronique.

## Biographie
Originaire d'Irlande, il vit d'abord quelques années à Berlin, en Allemagne, et à Zurich, en Suisse, avant de revenir s'installer près de Dublin. Après des sorties sur le label Internasjonal de Prins Thomas ainsi que sur Mirau et chez Dirt Crew Recordings, il fonde en 2012 le label Maeve. En 2013, son premier album Changing Days sort chez Permanent Vacation.
Il a en outre produit des remixes, notamment pour la chanteuse Róisín Murphy de Moloko, pour Aloe Blacc, les Pet Shop Boys et Caribou. En 2021, Mano Le Tough sort son troisième album At the Moment sur le label Pampa Records de DJ Koze. Il gère également une série de soirées sous le nom de Passion Beat. 

## Discographie partielle
- 2009 : Warhorn (Internasjonal)
- 2010 : Baby Let's Love (Dirt Crew)
- 2013 : Changing Days (Permanent Vacation)
- 2015 : Trails (Permanent Vacation)
- 2021 : At the Moment (Pampa Records)